# مجزرة عائلة سمور
مجزرة عائلة سمور هي مجزرةٌ ارتكبها سلاح الجوّ الإسرائيلي بتاريخ 21/8/2024 حينما قام باستهداف خيمة للعائلة في منطقة الزنة شرق خانيونس، وتسبّبت هذه المجزرة الإسرائيليّة والتي استهدفت منطقة حيوية في استشهاد 7 أشخاص أطفال ونساء من عائلة سمور.

## خلفية الحدث
في ساعاتِ الصباح الأولى من يوم السابع من أكتوبر 2023 أطلقت حركة المقاومة الإسلامية حماس عبر ذراعها العسكري كتائب الشهيد عز الدين القسام عملية طوفان الأقصى وذلك ردًا على الاعتداءات الإسرائيلية وتدنيس الأقصى والاستمرار في الاستيطان كما أكّد على ذلك محمد الضيف القائد العام للقسّام والذي أعطى إشارة انطلاق العمليّة التي شهدت اقتحامًا من المقاومين لمستوطنات غلاف غزة ونجحوا في قتلِ عدد كبيرٍ من الجنود الإسرائيلين وأسر عشرات آخرين كما استطاعوا خلال ساعات قطع عشرات الكيلومترات ووصلوا لمستوطنات أبعد من تلك المحيطة والقريبة من قطاع غزة.
استمرَّت الاشتباكات بين الجيش الإسرائيلي وبين المقاومين في عديد من المستوطنات وعلى رأسها مستوطنة سديروت. الرد الإسرائيلي على هذه العمليّة جاء من خلال شنّ سلاح الجو الإسرائيلي عشرات الغارات العشوائيّة على القطاع متسبّبة في مقتل عشرات المدنيين وتدمير البنية التحتية لمدن القطاع، ليصل حد فرض إغلاق شامل وقطع متعمد لكل الخدمات من ماء وكهرباء وغاز وهو ما هدَّد حياة أكثر من مليونَي فلسطيني يعيشُ داخل القطاع الذي يُعاني أصلًا من تبعات الحصار الخانق عليهم منذ ستة عشر عاماً.

## الضحايا
جميع الضحايا من المدنيين فضلًا عن كونهم من عائلة واحدة قضت بعد قصف الإحتلال الإسرائيلي الذي استهدف خيمتهم وجعلها ركام، القائمة من نساء وأطفال وهم:
1. رزق محمد شعراوي البريم
2. مريم قاسم محمد سمور
3. خليل محمد شعراوي البريم
4. نديم أحمد عبد سمور
5. مريم أحمد عبد سمور
6. رهف أحمد عبد سمور
7. محمود أحمد عبد سمور